# Ischioscia hirsuta
Ischioscia hirsuta là một loài chân đều trong họ Philosciidae. Loài này được Leistikow miêu tả khoa học năm 2001.